# 帕爾瓦尤內山
16°16′40″S 70°54′03″W / 16.27778°S 70.90083°W

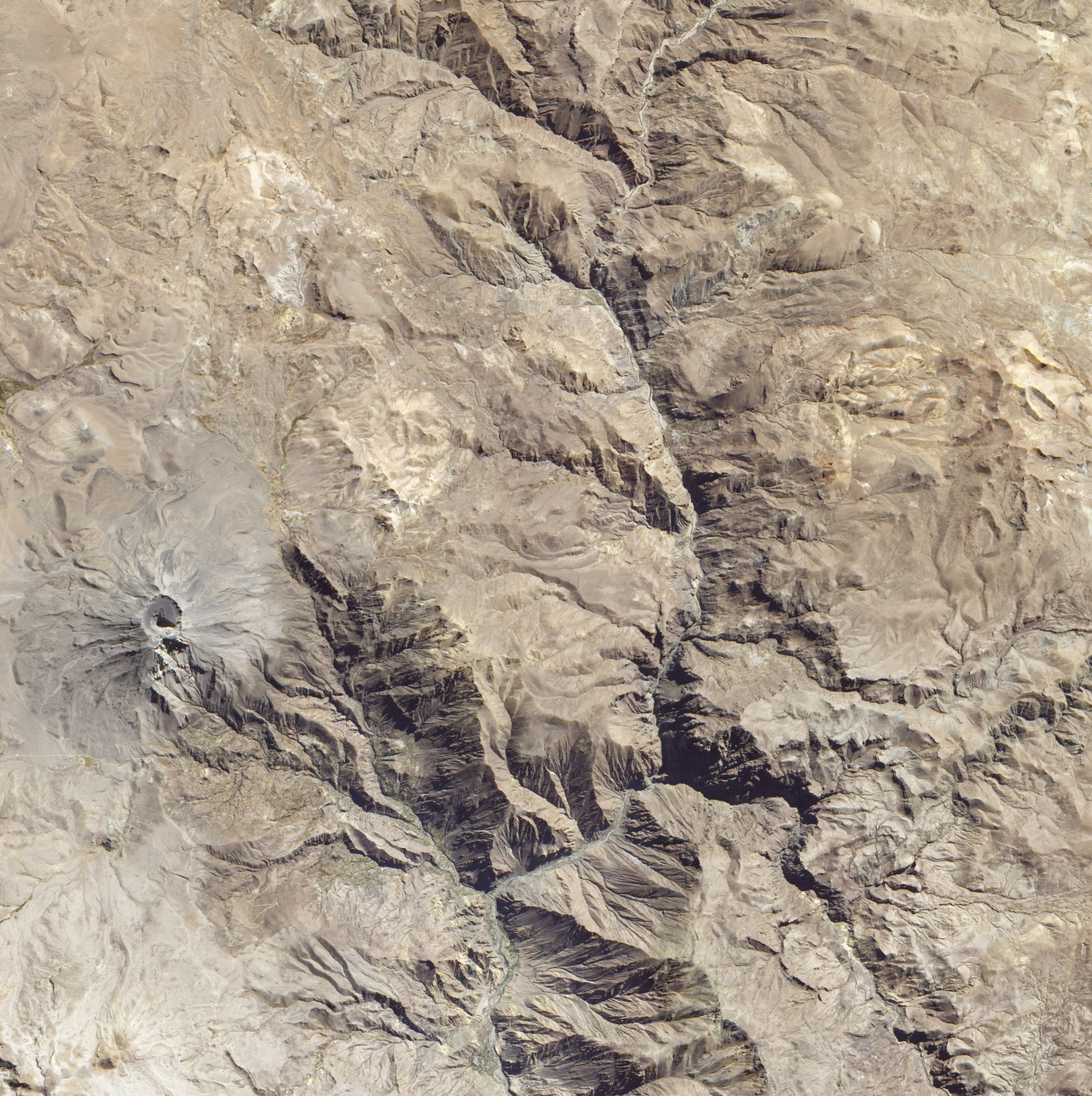

帕爾瓦尤內山（Parwayuni），是秘魯的山峰，位於該國南部莫克瓜大區，由桑切斯將軍山省的烏比納斯區負責管轄，屬於安地斯山脈的一部分，海拔高度4,600米。